# Ильсенайм
Ильсенайм (фр. Hilsenheim) — коммуна на северо-востоке Франции в регионе Гранд-Эст (бывший Эльзас — Шампань — Арденны — Лотарингия), департамент Нижний Рейн, округ Селеста-Эрстен, кантон Селеста. До марта 2015 года коммуна административно входила в состав упразднённого кантона Маркольсайм (округ Селеста-Эрстен).
Площадь коммуны — 19,91 км², население — 2362 человека (2006) с тенденцией к росту: 2575 человек (2013), плотность населения — 129,3 чел/км².

## Население
Население коммуны в 2011 году составляло 2530 человек, в 2012 году — 2551 человек, а в 2013-м — 2575 человек.
| 1962 | 1968 | 1975 | 1982 | 1990 | 1999 | 2006 | 2008 | 2011 | 2012 | 2013 |
| ---- | ---- | ---- | ---- | ---- | ---- | ---- | ---- | ---- | ---- | ---- |
| 1656 | 1666 | 1933 | 1890 | 1788 | 1980 | 2362 | 2515 | 2530 | 2551 | 2575 |

Динамика населения:

## Экономика
В 2010 году из 1595 человек трудоспособного возраста (от 15 до 64 лет) 1223 были экономически активными, 372 — неактивными (показатель активности 76,7 %, в 1999 году — 74,0 %). Из 1223 активных трудоспособных жителей работали 1137 человек (613 мужчин и 524 женщины), 86 числились безработными (32 мужчины и 54 женщины). Среди 372 трудоспособных неактивных граждан 138 были учениками либо студентами, 148 — пенсионерами, а ещё 86 — были неактивны в силу других причин.

## Достопримечательности (фотогалерея)

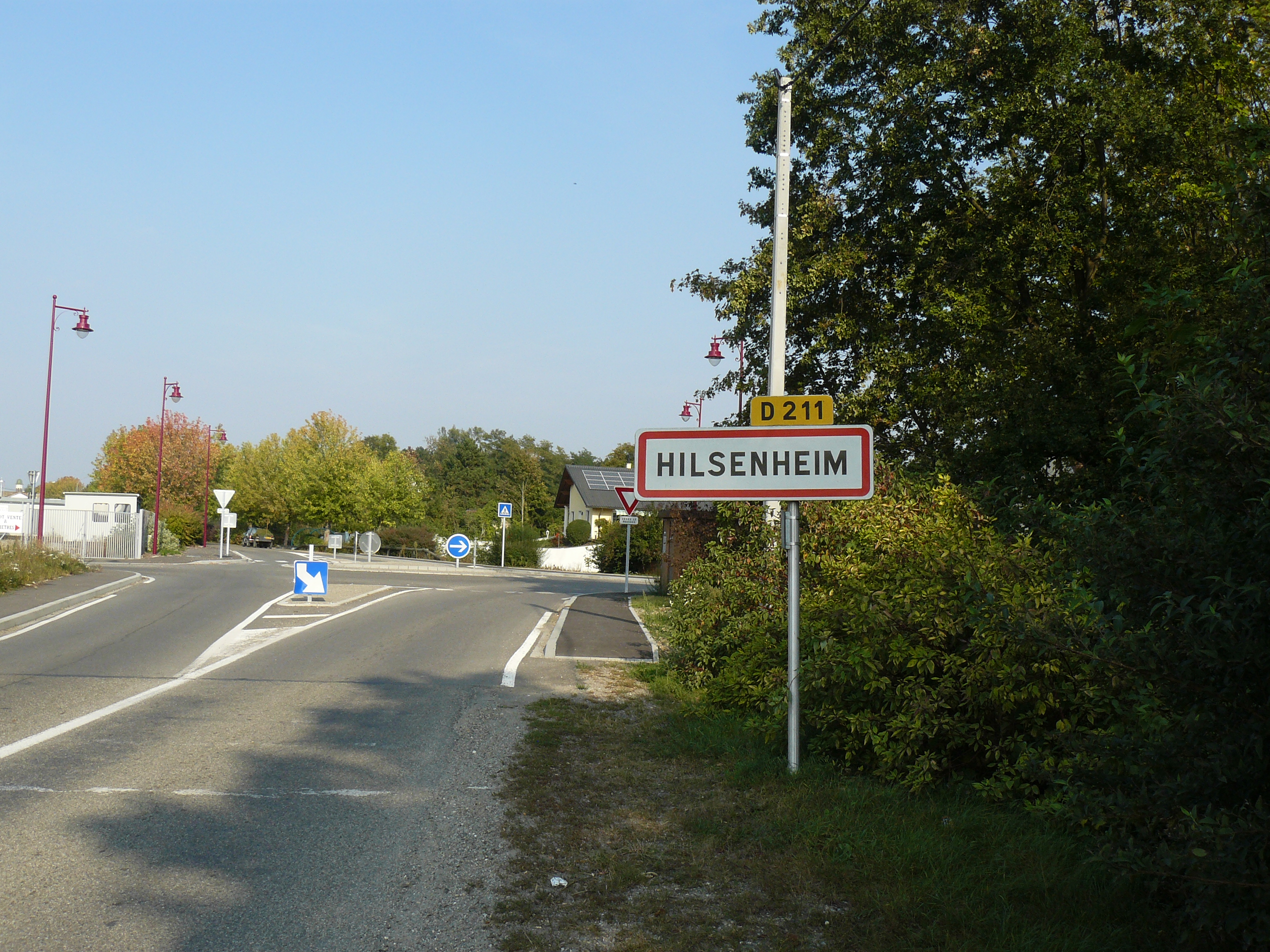
На въезде
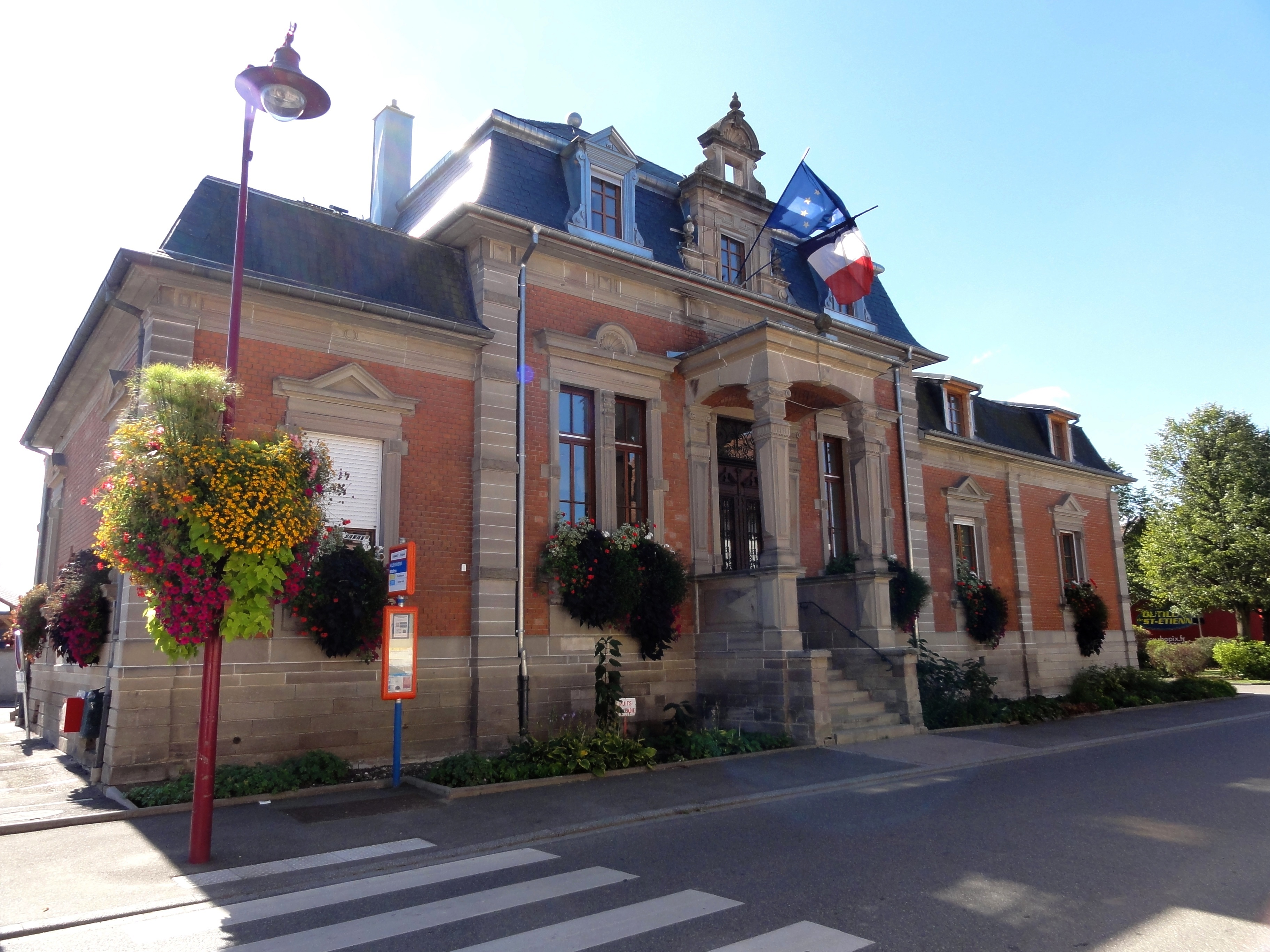
Здание мэрии
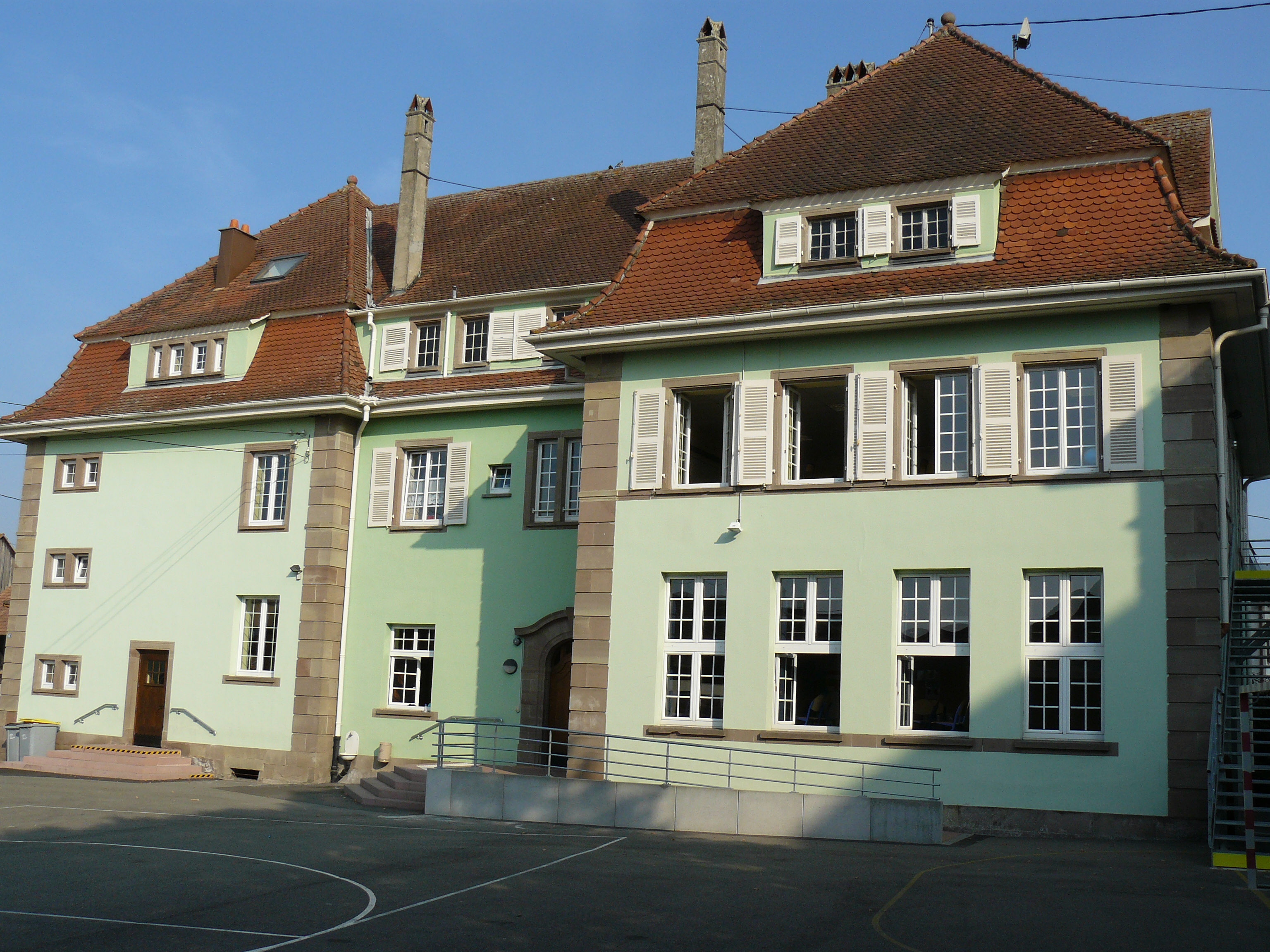
Начальная школа для мальчиков
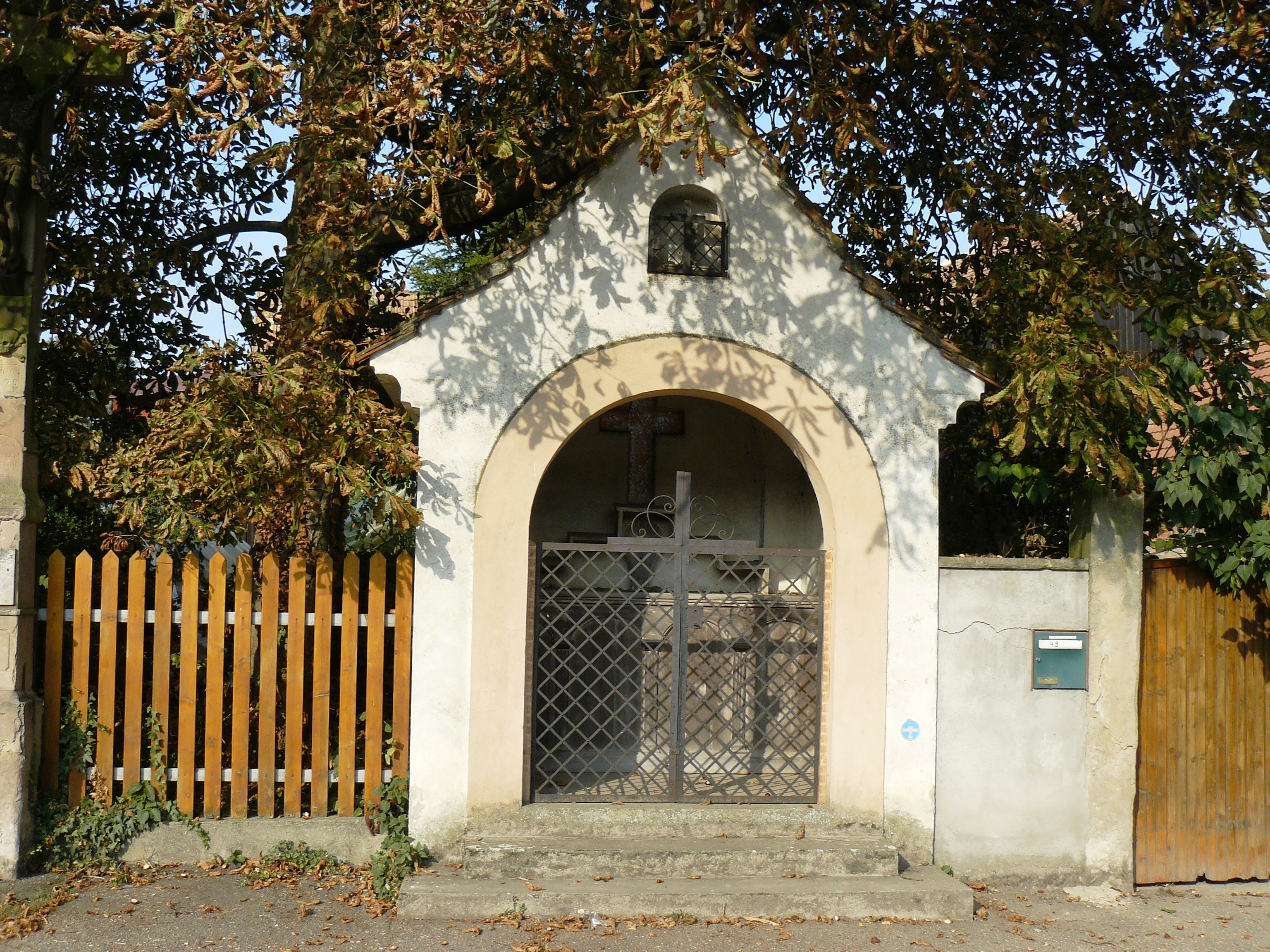
Маленький храм, расположенный на краю дороги
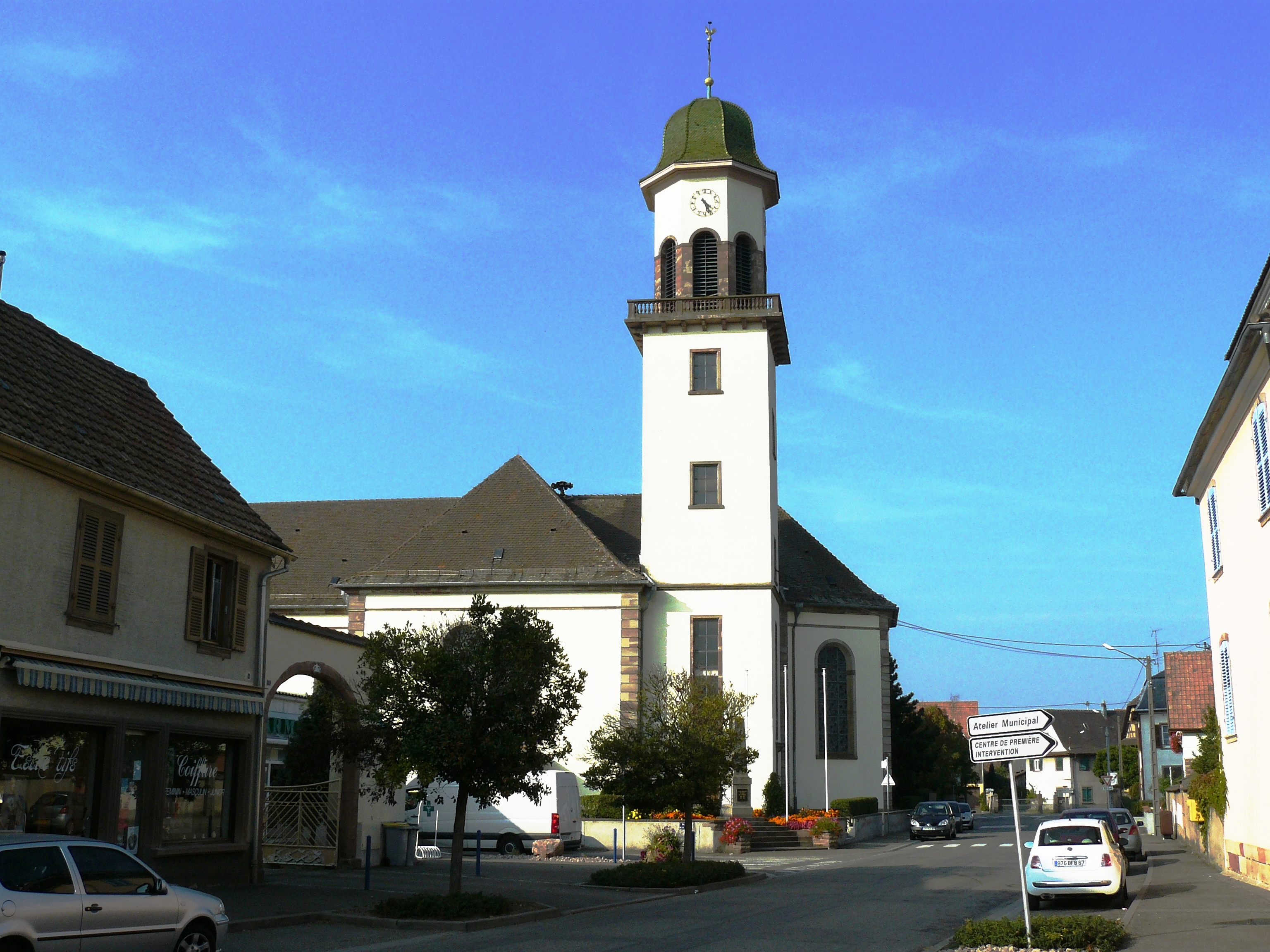
Церковь Сен-Мартен
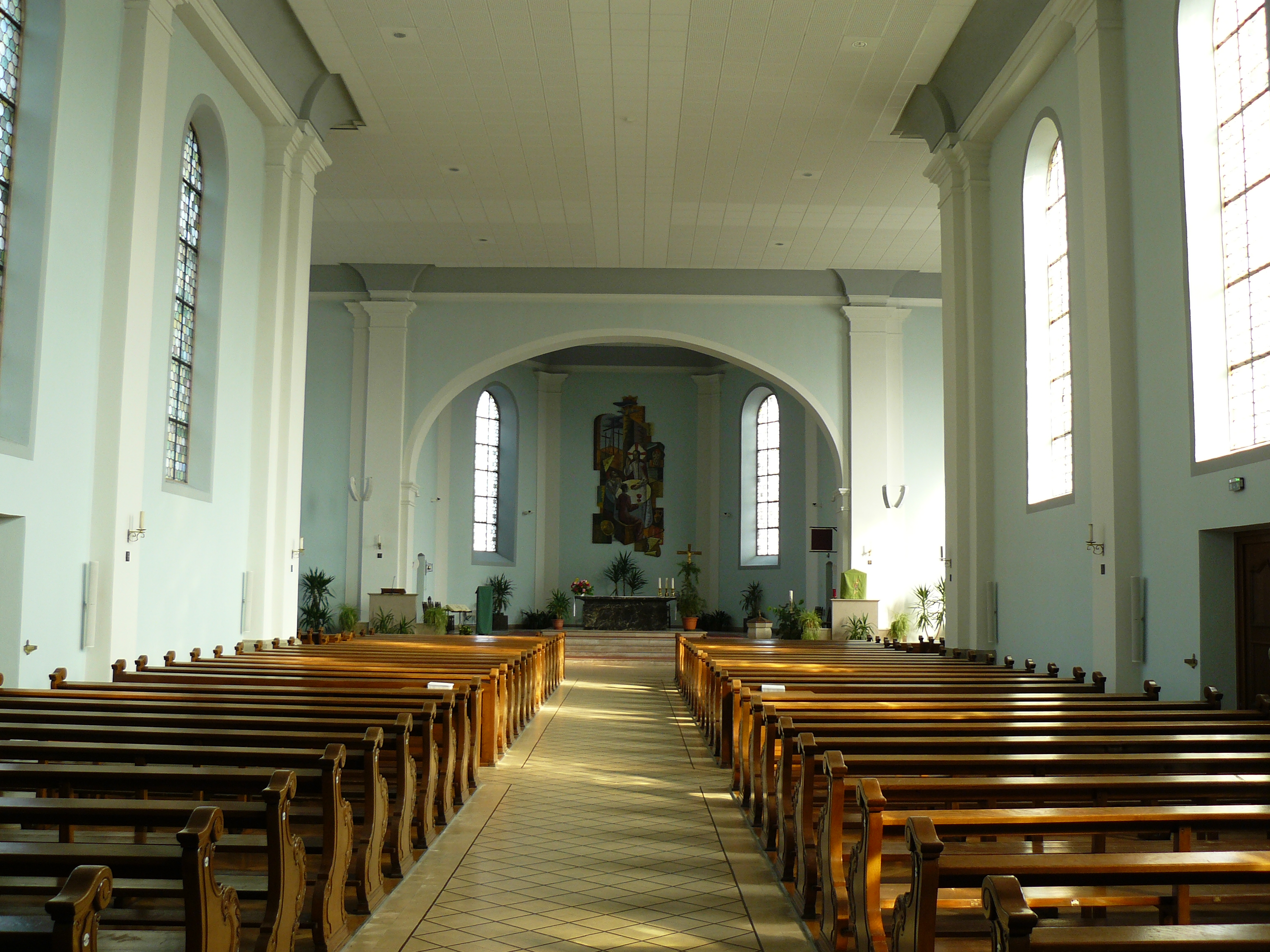
Интерьер церкви
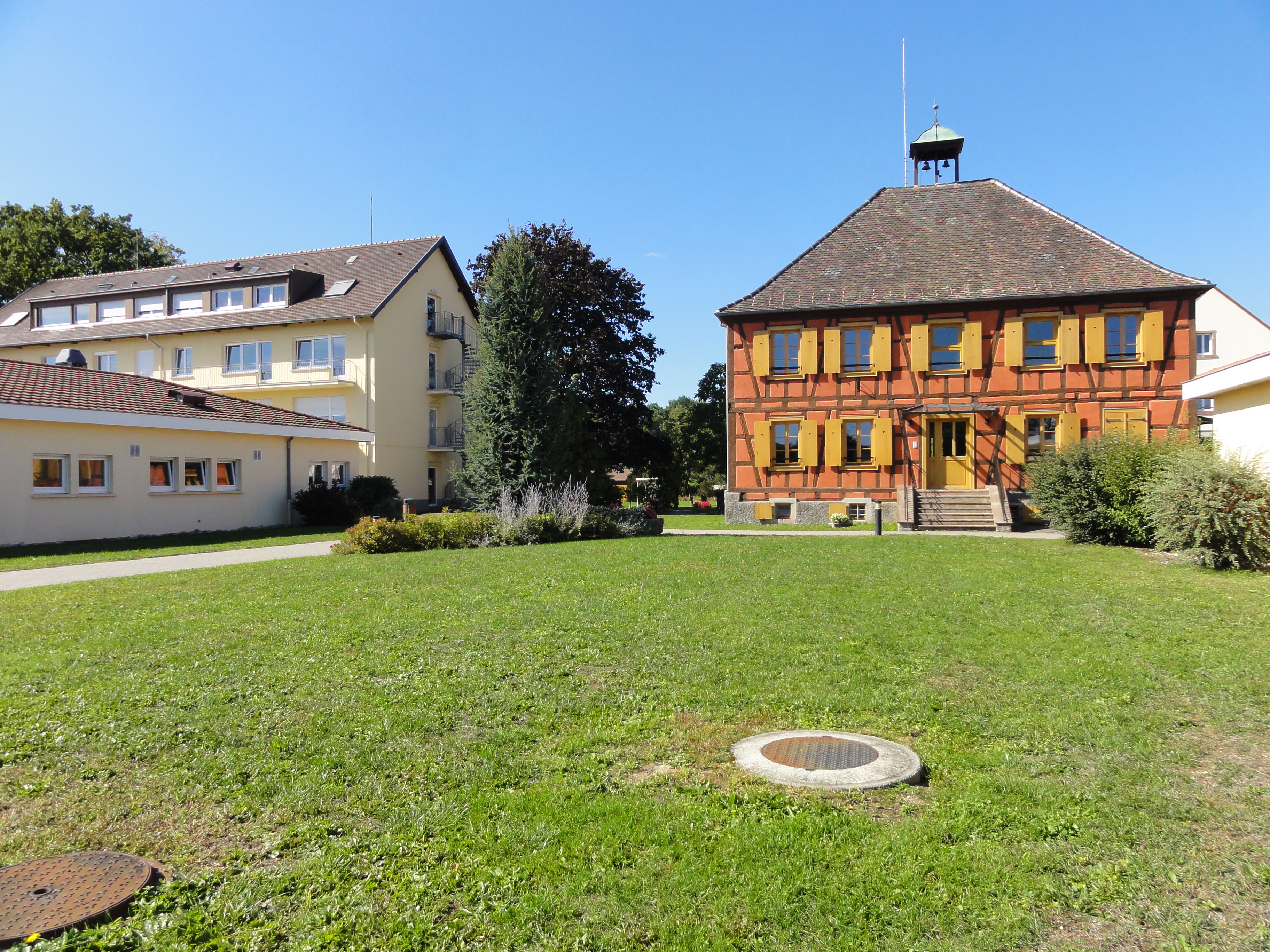
Детский дом и церковь непорочного зачатия
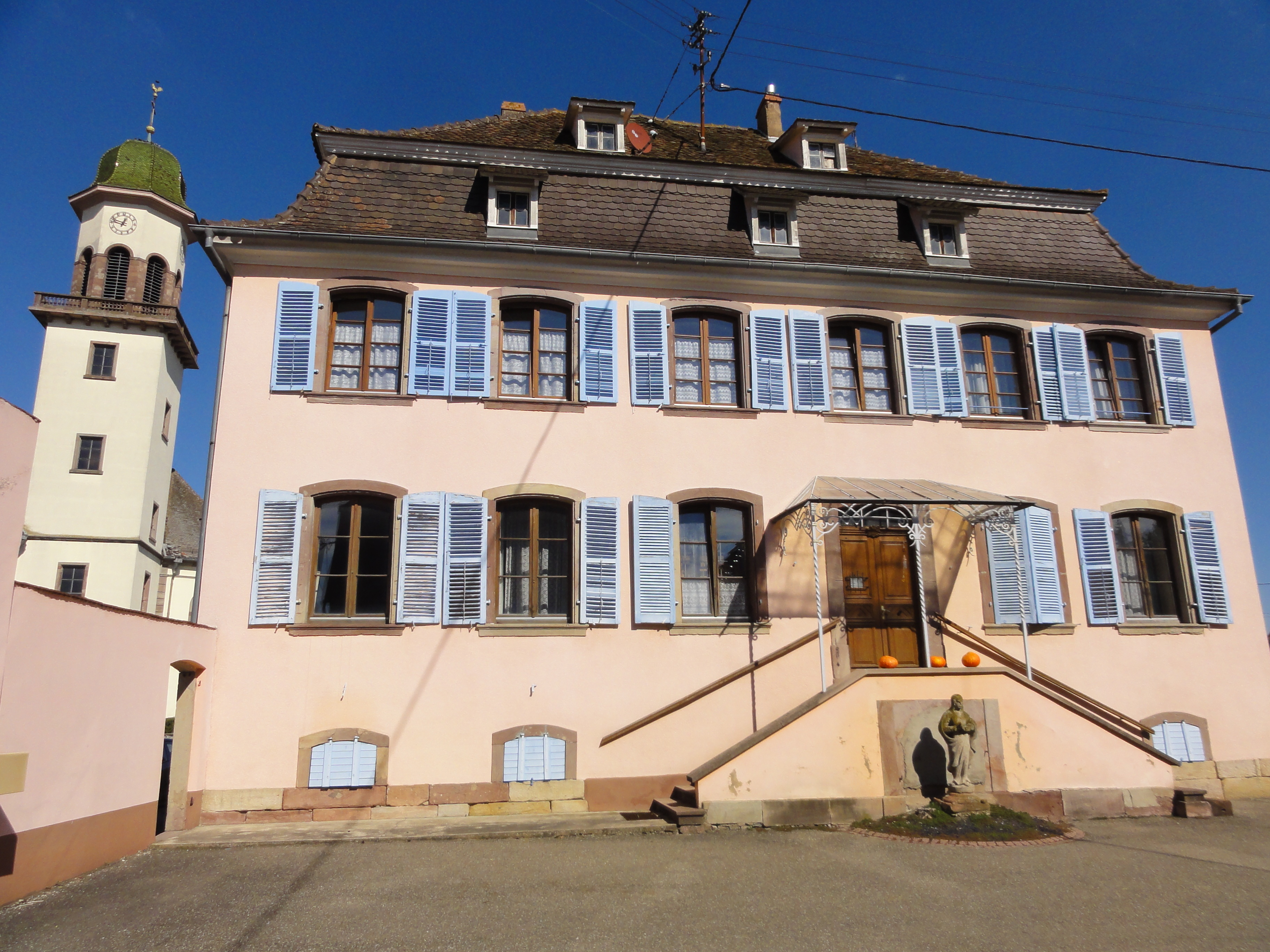
Дом приходского священника
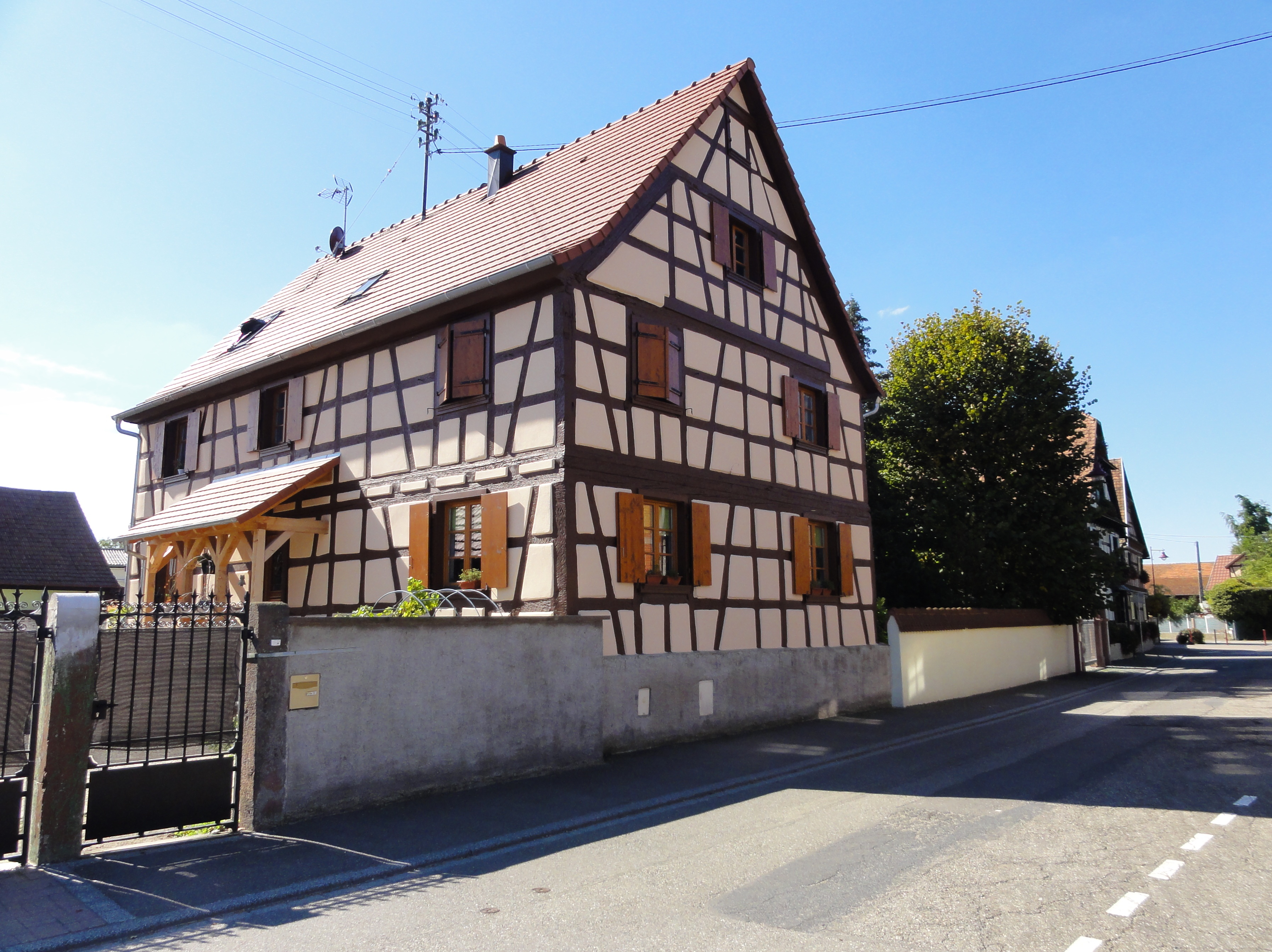
Старое здание на площади возле мэрии
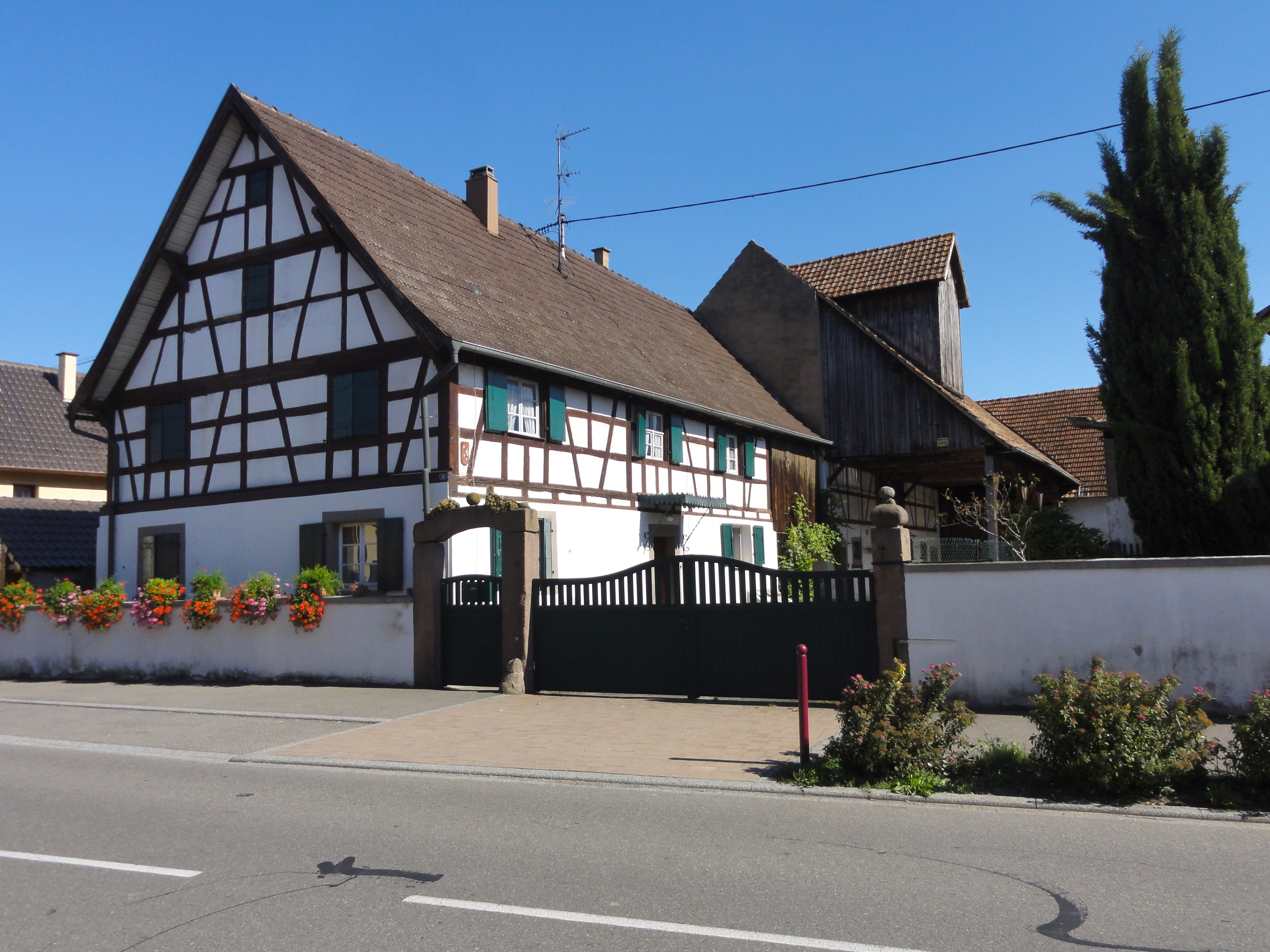
Старое здание по главной улице, 14
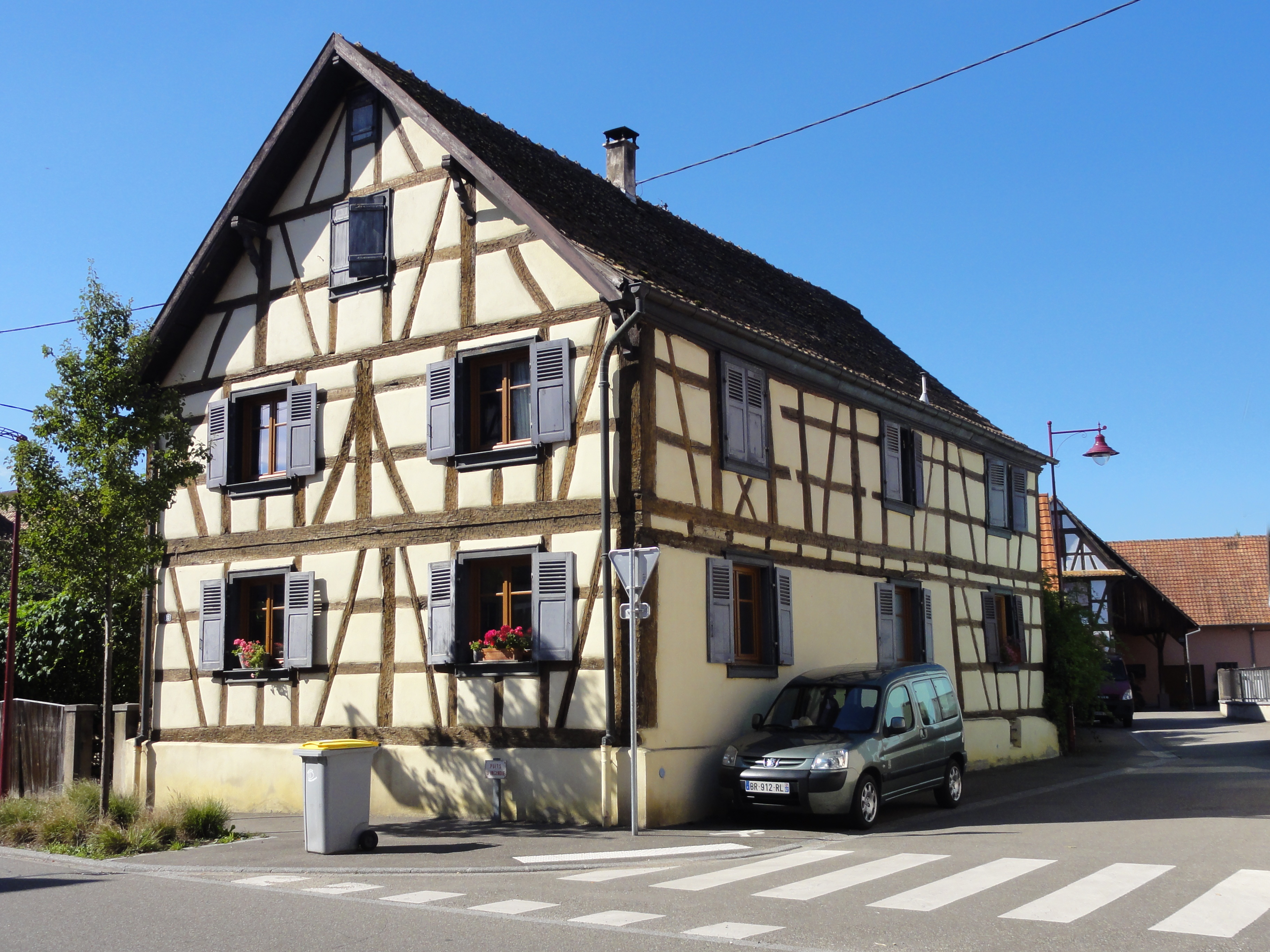
Старое здание по главной улице, 33
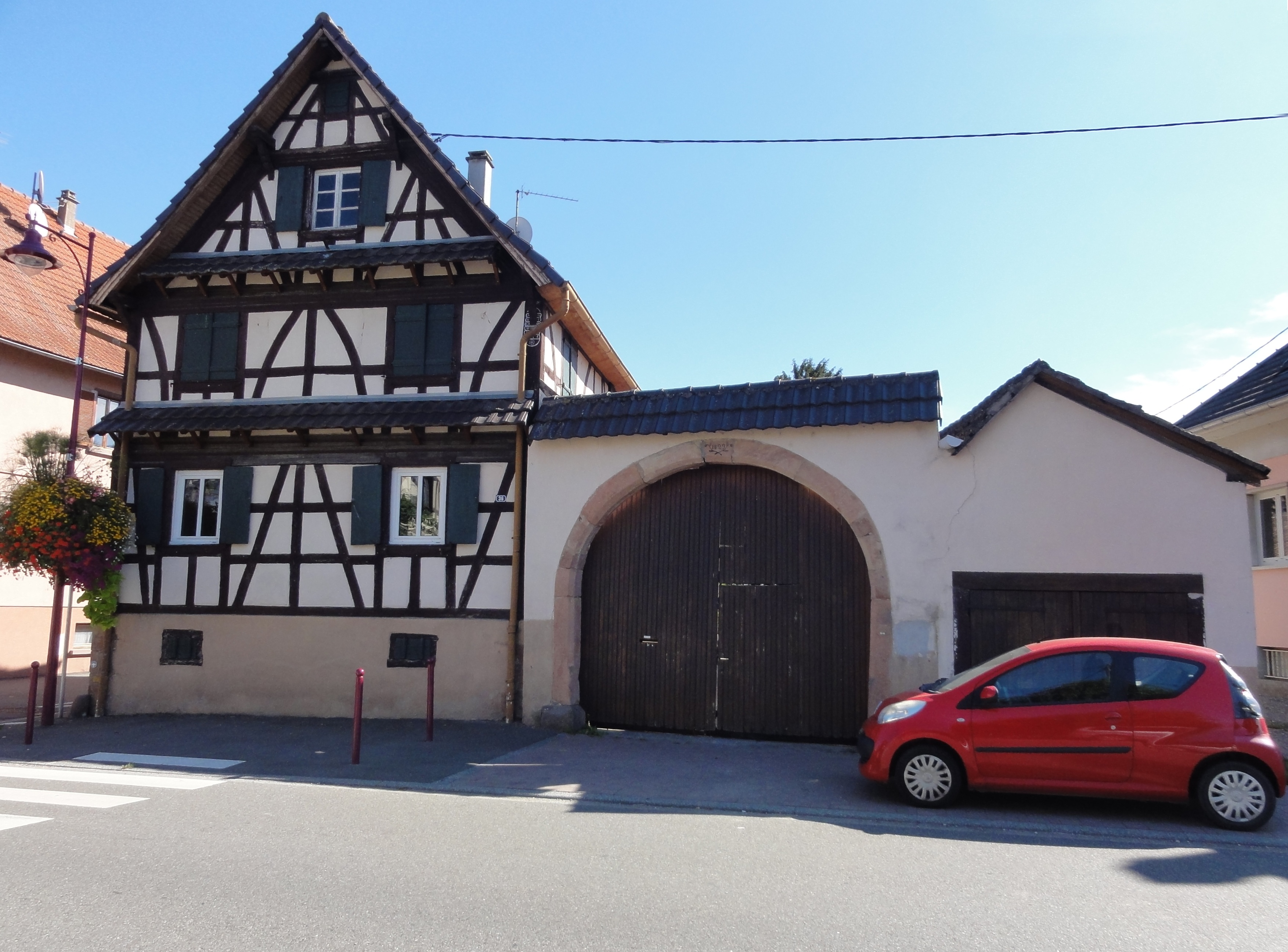
Старое здание по главной улице, 36
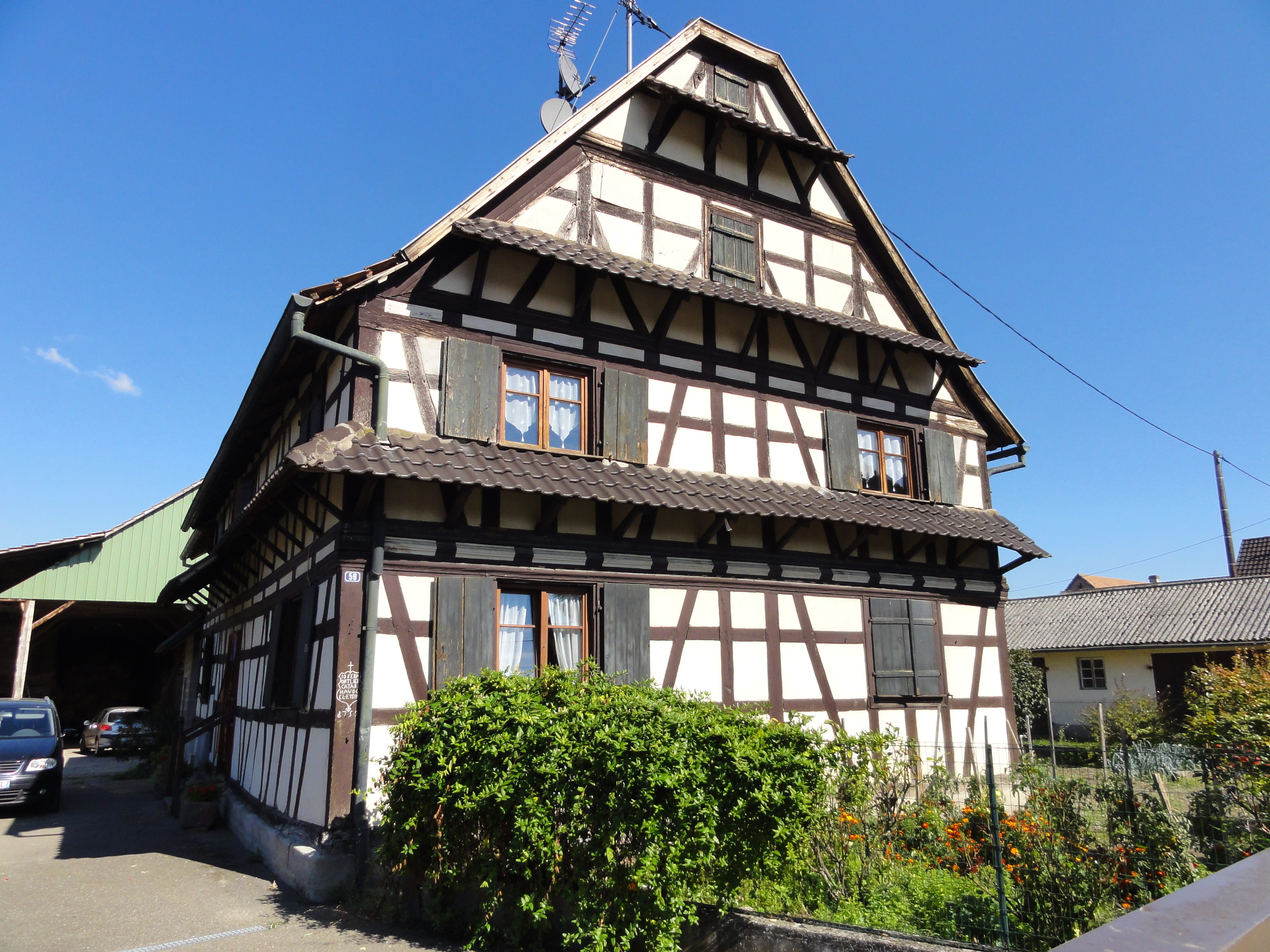
Старое здание по главной улице, 59
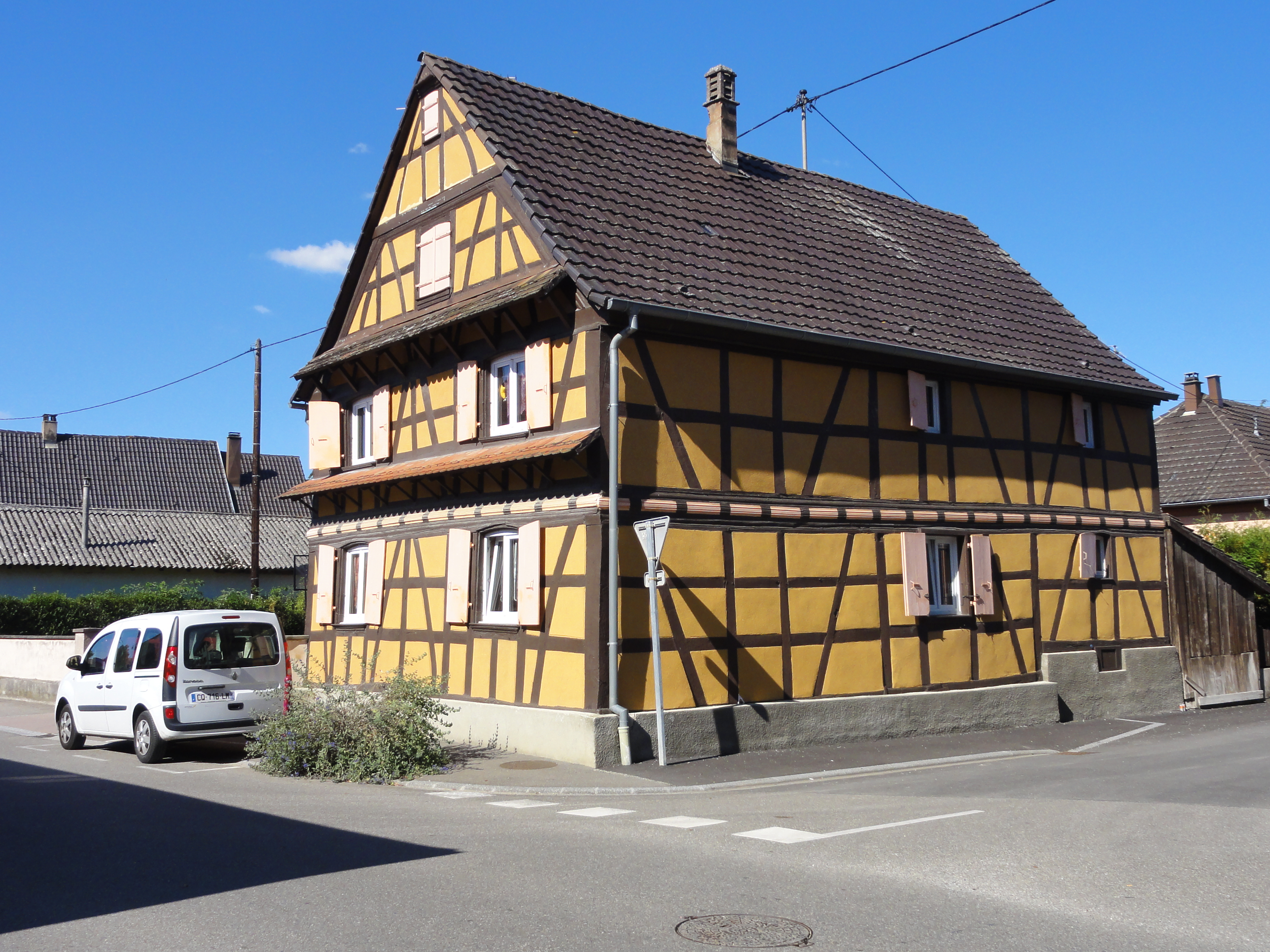
Старое здание по главной улице, 63